# Rue de la Vieille-Tour
La rue de la Vieille-Tour se trouve dans le 2e arrondissement de Marseille.

## Situation et accès
Elle va de la rue Trigance à la rue du Petit-Puits en longeant La Vieille Charité. 

## Origine du nom
Elle porte ce nom en raison de la présence de la Tour des Trinitaires.

## Historique
De l’autre côté du mur de la Vieille Charité se trouve la Tour des Trinitaires. Cette tour et le bâtiment attenant auraient été vendus par Rostany de Sabran et Guillaume de Chateauneuf à l’évêque de Marseille, Robert de Mandagout, le 21 janvier 1351 puis cédés aux Trinitaires en compensation de leur bâtiment détruit en 1524. La tour et le mur attenant ont été classés monuments historiques le 1er octobre 1926.